# Иломантси
Иломантси, Иломанси (фин. Ilomantsi, швед. Ilomants) — община в провинции Северная Карелия в Финляндии. Община имеет самую большую долю православного населения в Финляндии — 17,4 %.

## Физико-географическое описание
Географические координаты — 62°40′20″ с. ш. 30°55′50″ в. д..
Площадь земель общины составляет 3172 км², из которых на водные поверхности приходится 402 км². Иломантси граничит с общинами Лиекса и Йоэнсу (районы Тууповаара и Эно), а также с Россией (протяжённость госграницы — 100 км). Ближайший пункт перехода границы — Вяртсиля (75 км). Расстояние до Йоэнсуу (столица Северной Карелии) — 72 км, до Хельсинки — 511 км.

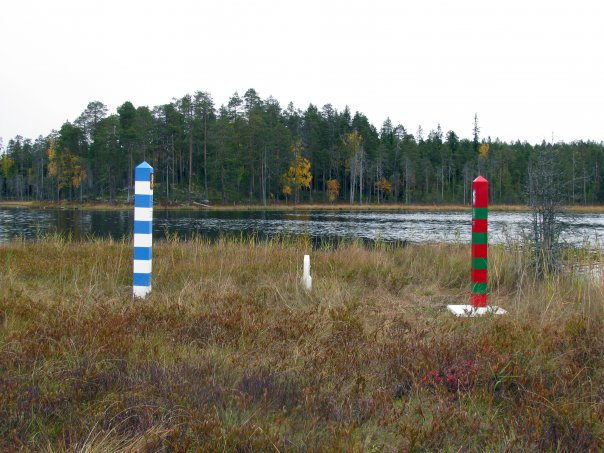
Самая восточная точка Финляндии — безымянный остров в озере Вирмаярви.

В Иломантси находится самая восточная точка Финляндии, являющаяся также самой восточной материковой точкой Европейского союза (восточнее только остров Кипр) — озеро Вирмаярви.
Среди земель общины — 25 000 гектаров заповедных территорий, в том числе национальный парк Патвинсуо (фин. Patvinsuo) площадью 60 км² (из них 60 % занимают болота).
Рельеф Иломантси представляет чередование холмов и болотистых низин, он изрезан многочисленными реками и озёрами (одни из самых известных озёр — Койтере, Сюсьма, Нуораярви, Иломантсиярви, Мекриярви). В них водится щука, хариус, лосось, форель, сёмга. В лесах можно встретить волка,
медведя, лося, белку, зайца,куницу, из птиц многочисленны утки, гуси, рябчики, тетерева, глухари. На болотах в большом количестве родятся морошка и клюква, в Иломанси эти ягоды заготавливаются для нужд пищевой промышленности. Из-за большой влажности в Иломантси выпадает самое большое количество снега в Финляндии.

## История
Название восходит к прасаамскому прилагательному *e̬lēmäηće, которое означает ‘самый верхний [по течению]’.
Древними жителями Иломантси было племя, называемое в русских летописях корелой. Как минимум с XIII века карельская земля находилась в зависимости от Новгорода и делилась на погосты. Вероятно, именно тогда был создан Ильинский Иломанский погост, известный по Писцовой книге Водской пятины 1500 года, носивший своё название по погостской церкви Ильи Пророка. До 1611 года Иломанский погост был самым дальним северным погостом Корельского уезда Водской пятины. В XVII веке Иломанси владели шведы, как и во всей Карелии и Ингерманландии здесь проводилась политика колонизации земель поселенцами из Финляндии и обращения православных карел в лютеранство. Видимо, из-за дальности погоста от властных центров, эта политика не достигла большого размаха и православная карельская община сохранилась в Иломантси в значительной численности до возвращения в состав России в 1809 году в составе Куопиосской губернии Великого Княжества Финляндского. В 1875 году Иломантси выделяются в самостоятельную общину. С 1918 года Финляндия становится независимым государством Финляндия, а в 1940 году, после того как Приладожская Карелия становится частью Советского Союза, Иломантси остаётся последним погостом Водской пятины на территории Финляндии. В августе 1944 года под Иломантси проходили последние бои Советско-финской войны 1941—1944 годов, тяжёлые и кровопролитные.

### Бои под Иломантси
21 июля 1944 года части 176-й сд в р-не Лонгонваары (недалеко от Иломантси) первыми на Карельском фронте восстановили госграницу с Финляндией. Части 176-й сд углубились на 10 километров. Южнее наступала 289-я стрелковая дивизия. Вскоре наступление встретило отпор: финская группировка, собранная из 21-й пехотной и кавалерийской бригад, частей 14-й пд из-под Ругозера, отдельных батальонов. Маневренный бой в лесах окончился в пользу финнов, в том числе благодаря опоре на укреплённую линию Салпа. В районе хутора Лонгонваара 176-я и 289-я сд потеряли, по финским данным (вероятно, преувеличенным), 8 тысяч человек убитыми и несколько сотен пленными, всю боевую технику и по приказу командования прорвались из окружения. На выручку им были переброшены 3-я бригада морской пехоты, 69-я и 70-я морские стрелковые бригады, часть 29-й танковой бригады.